# Красна Поляна (Шабалінський район)
Красна Поля́на (рос. Красная Поляна) — присілок у складі Шабалінського району Кіровської області, Росія. Входить до складу Гостовського сільського поселення.
Населення становить 3 особи (2010, 8 у 2002).
Національний склад станом на 2002 рік — росіяни 75 %.